# Liste des quartiers de Philadelphie

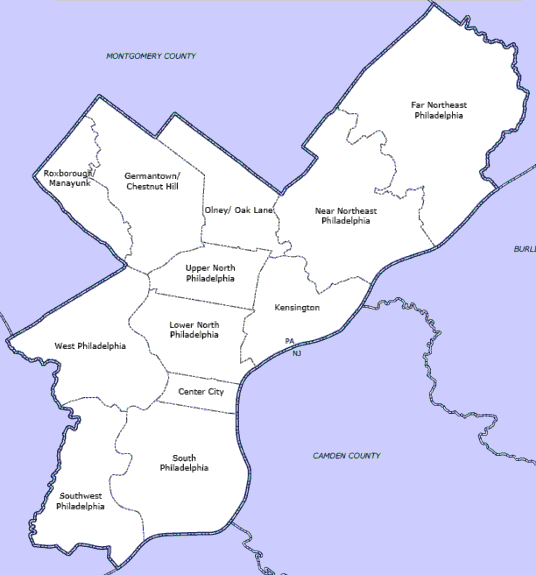
Carte des sections de la ville de Philadelphie.

Cet article présente une liste des quartiers de la ville de Philadelphie, dans l'État de Pennsylvanie aux États-Unis

## Center City

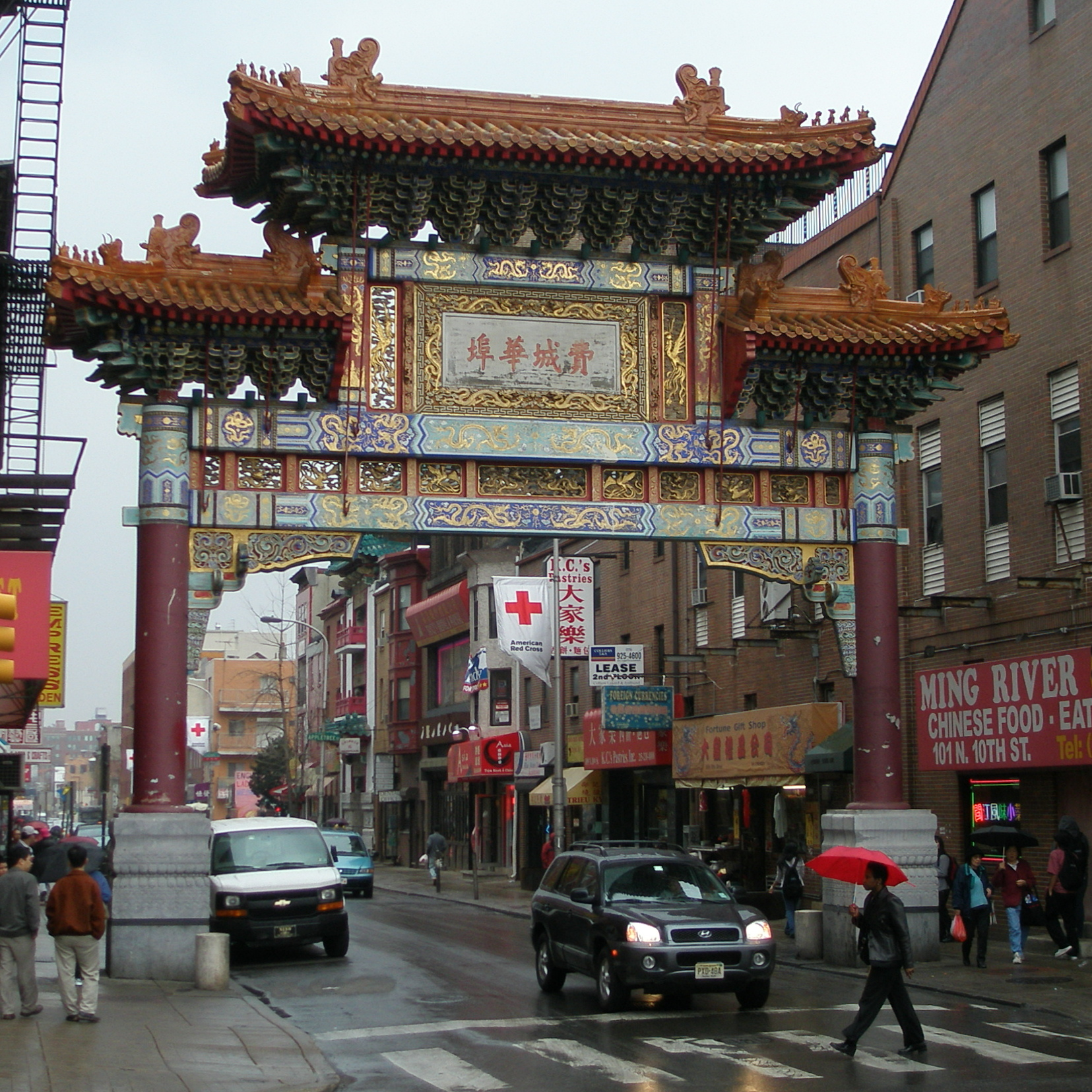
Chinatown

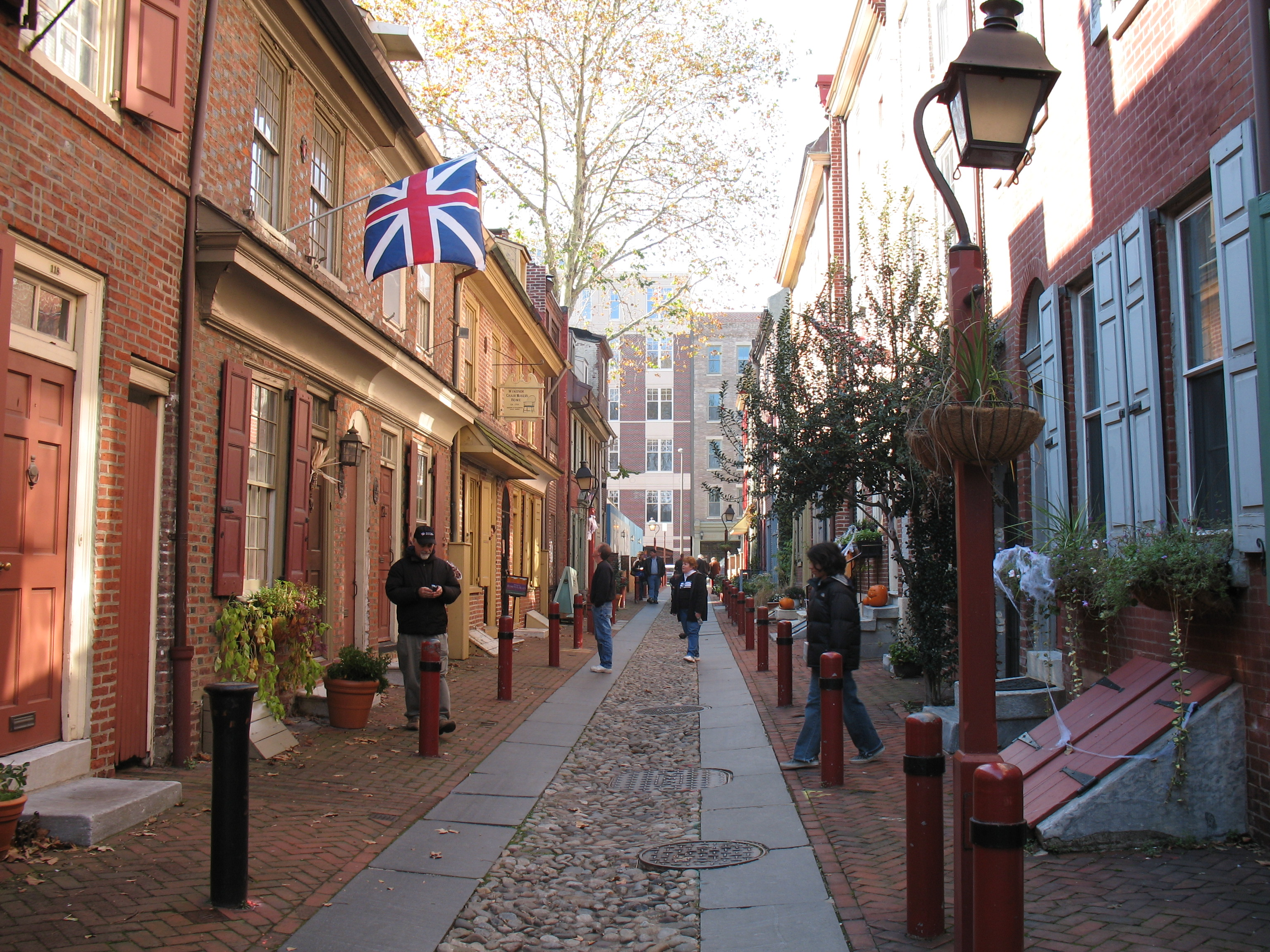
Elfreth's Alley

- Avenue of the Arts
- Callowhill
- Chinatown
- Elfreth's Alley
- Fitler Square
- Franklintown
- Logan Square
- Market East
- Old City
- Penn Center
- Penn's Landing
- Rittenhouse Square
- Society Hill
- South Street
- Washington Square West

## North Philadelphia

### Lower North

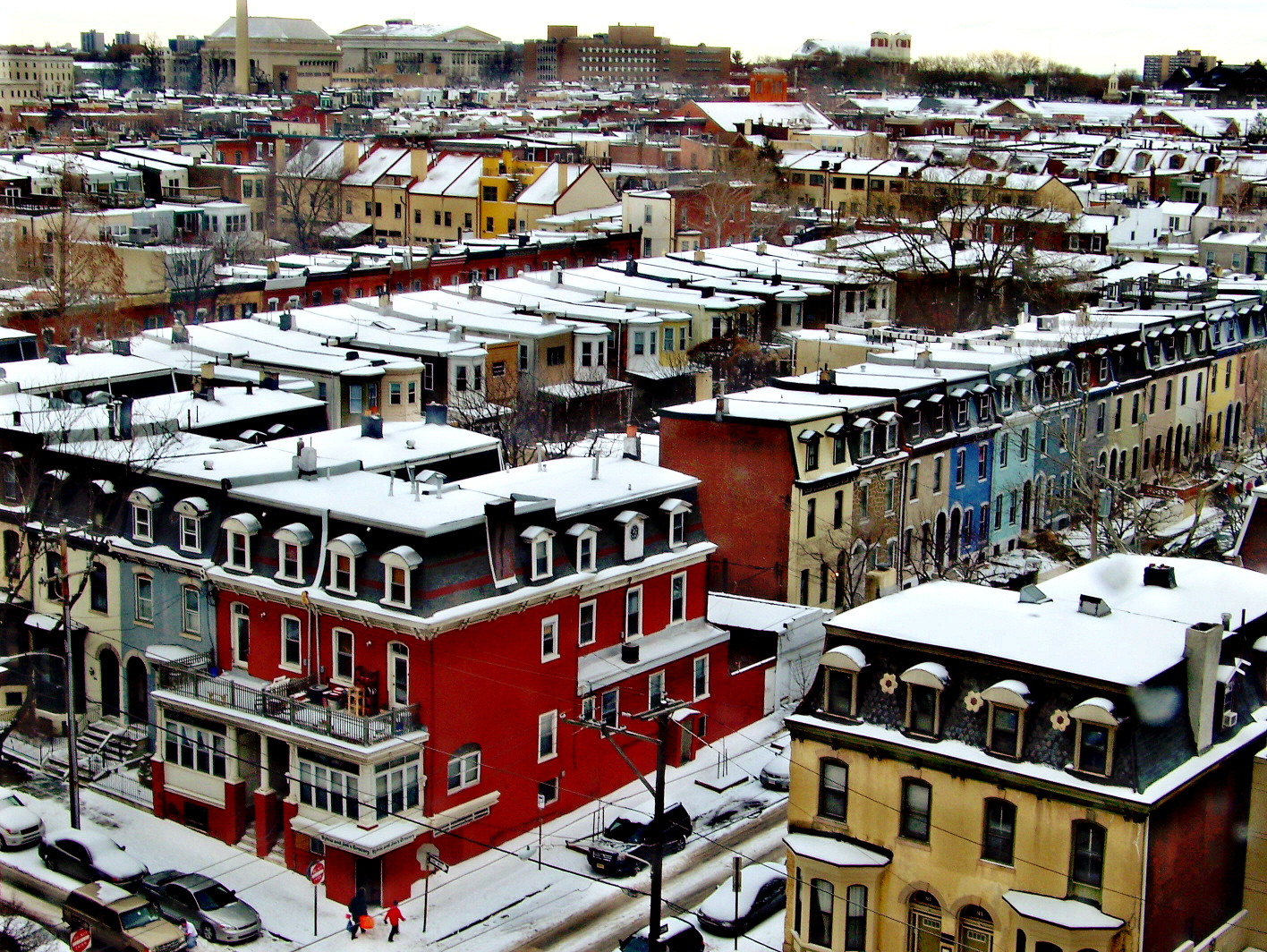
Fairmount

- Brewerytown
- Cabot
- Fairhill
- Fairmount
- Fishtown
- Francisville
- Hartranft
- Ludlow
- North Central
- Northern Liberties
- Olde Kensington
- Poplar
- Sharswood
- Spring Garden
- South Lehigh
- Stanton
- Strawberry Mansion
- Templetown
- Temple University
- West Kensington
- Yorktown

### Upper North
- Allegheny West
- Franklinville
- Glenwood
- Hunting Park
- Nicetown-Tioga

### Olney/Oak Lane
- East Oak Lane
- Feltonville
- Fern Rock
- Logan
- Melrose Park
- Ogontz
- Olney
- West Oak Lane

## Northwest Philadelphia

### Germantown/Chestnut Hill
- Chestnut Hill
- Germantown
- Morton
- Mount Airy
- Wister
- West Oak Lane
- Cedarbrook

### Roxborough/Manayunk
- Andorra
- East Falls
- Manayunk
- Roxborough
- Upper Roxborough
- Wissahickon

## The Northeast

### The Far Northeast
- Academy Gardens
- Ashton-Woodenbridge
- Bustleton
- Byberry
- Crestmont Farms
- Millbrook
- Modena Park
- Morrell Park
- Normandy
- Parkwood
- Pennypack
- Somerton
- Torresdale
- Upper Holmesburg
- Winchester Park

### The Near Northeast
- Burholme
- Castor Garden
- Crescentville
- Fox Chase
- Frankford
- Holme Circle
- Holmesburg
- Lawncrest
- Lawndale
- Lexington Park
- Mayfair
- Oxford Circle
- Rhawnhurst
- Ryers
- Tacony
- Wissinoming

### Kensington
- Bridesburg
- Fishtown
- Juniata
- Kensington
- Port Richmond
- Richmond

## South Philadelphia
- Bella Vista
- Devil's Pocket
- East Passyunk Crossing
- Girard Estate
- Greenwich
- Grays Ferry
- Hawthorne
- Italian Market
- Marconi Plaza
- Newbold
- Packer Park
- Passyunk Square
- Pennsport
- Point Breeze
- Queen Village
- Schuylkill
- Southwark
- Southwest Center City
- Tasker
- Wharton
- Whitman
- Wilson Park
- West Passyunk

## Southwest Philadelphia
- Angora
- Bartram Village
- Clearview
- Kingsessing
- Eastwick
- Elmwood Park
- Hog Island
- Mount Moriah
- Paschall
- Penrose
- Southwest Schuykill

## West Philadelphia

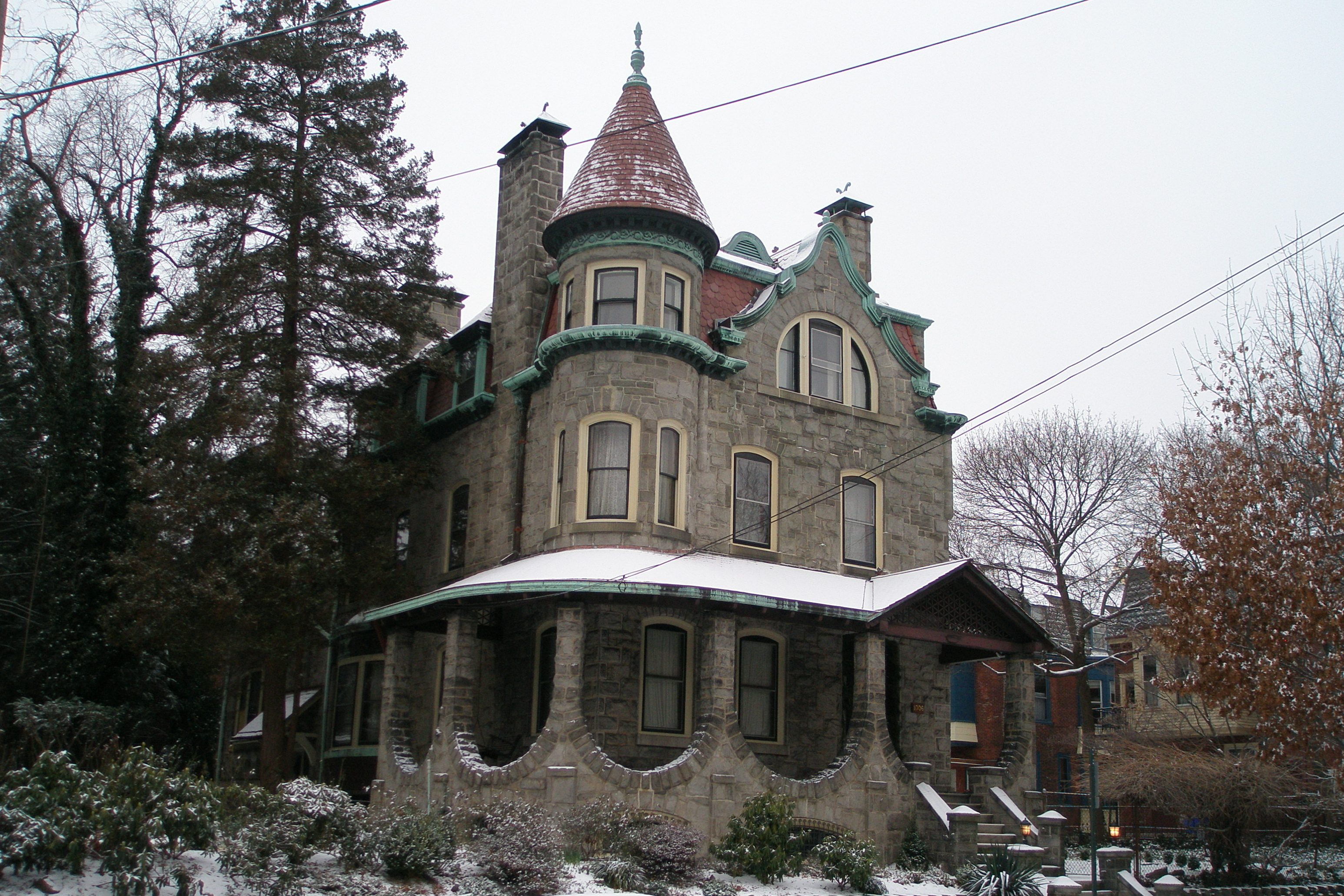
Cedar Park

- Belmont
- Carroll Park
- Cathedral Park
- Cedar Park
- Cobbs Creek
- Dunlap
- Garden Court
- Haddington
- Haverford North
- Mantua
- Mill Creek
- Overbrook
- Overbrook Park
- Overbrook Farms
- Parkside
- Powelton Village
- Saunders Park
- Spruce Hill
- Squirrel Hill
- University City
- Walnut Hill
- Woodland Terrace
- Wynnefield
- Wynnefield Heights